# Дзёгандзи (река)
Дзёгандзи (яп. 常願寺川 дзё:гандзигава) — река в Японии на острове Хонсю. Протекает по территории префектуры Тояма.
Исток реки находится под горой Китаномата (хребет Татеяма), в верховьях она течёт среди густых лесов. На равнине Тояма Дзёгандзи образует конус выноса в восточной части города Тояма и впадает в залив Тояма Японского моря.
Длина Дзёгандзи составляет 56 км, на территории её бассейна (368 км²) проживает около 28 тыс. (30 тыс.) человек. Согласно японской классификации, Дзёгандзи является рекой первого класса. Дзёгандзи является одной из самых быстрых рек Японии — в верховьях её уклон составляет около 1/30, а в низовьях — 1/100 Уклон реки резко возрастает в примерно 7 км от устья. Расход воды составляет 16,2 м³/с — 22,0 м³/с. Во время наводнений 1995 и 1996 годов расход воды составлял 1.200 м³/с, в 1998 году — 1.700 м³/с. Средняя температура воздуха в низовьях реки составляет 27 °C летом и 2 °C зимой.
73 % бассейна Дзёгандзи лежит в гористой местности высотой более километра. В среднем течении река протекает через холмистую местность, сложенную песчаником, аргиллитом, конгломератом и вулканическими скалами эпохи миоцена, а плато у его устья сложено аллювиальными отложениями плейстоцена.
Дзёгандзи является типичной японской меандрирующей рекой с каменистым дном.